# Kirnja zlatica
Kirnja zlatica (lat. Epinephelus costae) kod nas se još naziva i dugulja ili galinjača. Riba je iz porodice vučica (lat. Serranidae). Ova kirnja je najmanja od svih jadranskih vrsta kirnji, naraste tek nešto više od 15 kg i do 140 cm duljine. Živi najčešće na dubinama između 20 i 80 m, a ponekad zna zaći i mnogo dublje, sve do 800 m. Na sjevernom dijelu Jadrana je vrlo rijetka, dok se nešto češće može naći na južnom dijelu. Leđa joj krase naizmjenične tamnije i svjetlije pruge, koje su izraženije kod mladih kirnji i kod spolno zrelih ženki. Mužjaci imaju nepravilnu žućkastozelenu mrlju na leđima. Svi primjerci ove kirnje se kote kao ženke, koje dostižu spolnu zrelost pri veličini od oko 30 cm. Starenjem i rastom, pri veličini od 60 cm jedinke mijenjaju spol i postaju mužjaci. Kao i ostale vučice, i ova vrsta je grabljivac i jede sve što može uloviti, a najčešće su to rakovi, glavonošci i ribe. Živi na skoro svim tipovima terena, a najčešće u blizini kakve kamene gromade gdje ova kirnja može naći zaklon. Ovu kirnju se teško može sresti u akvarijima jer ju je veoma teško uloviti.

## Napomena
Za ovu kirnju kao i za sve ostale kirnje tijekom ljeta vrijedi lovostaj, te se ne smije loviti. Najčešći način lova na kirnju zlaticu je udicom, koju halapljivo proguta ili podvodnom puškom na čeku.

## Rasprostranjenost
Kirnja zlatica je rasprostranjena na istočnim obalama Atlantika i po cijelom Mediteranu.

## Poveznice
|  | Zajednički poslužitelj ima još gradiva o temi Kirnja zlatica |
|  | Wikivrste imaju podatke o taksonu Kirnja zlatica             |